# Єреруйкська базиліка
Єреруйкська базиліка (вірм. Երերույքի տաճար) — тринавовий вірменський християнський храм базилічного типу. Розташований на лівому березі річки Ахурян поблизу села Аніпемза у Ширакському марзі Вірменії. Входив в історичну область Айрарат. За 8 км на захід, за сучасним вірмено-турецьким кордоном розташована одна із 12 столиць історичної Вірменії — багратідське місто Ані. Єреруйкський храм було засновано у ранньохристиянську добу, Ⅳ–Ⅴ століття, на місці язичницького мех'яну (святилища). Збудований зі світло-жовтогарячого туфу з Ані, але до сьогодення зберігся в напівзруйнованому стані. Назва «єреруйк» походить від однієї успадкованої з язичництва практики матагу, тобто благодійного пожертвування-подаяння. Єреруйкський храм є однією з найстаріших церков Вірменії.

## Опис
Єреруйкський храм розташований поблизу селища Аніпемза марзу Ширак, за 5 км від давньої вірменської столиці Ані (наразі в Туреччині). Первісно храм мав шість стовпів. Монастир є однією з найцінніших споруд у Вірменії. На думку фахівців, це найбільша з відомих нам ранньосередньовічних християнських споруд. Храм являє собою величезну базиліку, побудовану на стилобаті (ступінчаста основа). Завдяки своїм характеристикам він є одним із стовпів відомої вірменської архітектури розвиненого Середньовіччя. Навколо храму був мур. Зовні знаходяться інші споруди, підземні приміщення. Неподалік, у яру, стоїть споруда невідомого призначення, а далі, на південний схід, гребля водосховища та ціле селище.
Храм є спорудою ранньохристиянської доби, що зберегла традиції античної архітектури. Відповідно до досліджень, храм датують приблизно Ⅳ–Ⅴ століттям, утім власне історики минулого не згадували про сам храм. Принаймні в будь-яких рукописних записах, що дійшли до нас, про нього немає жодних згадок. З напису, що зберігся з лівого боку одного з його входів, ми дізнаємося, що у Ⅺ столітті дружина царя Ованеса-Смбата з Багратідів вклала кошти у відновлення храму.
Будівлю збудовано на східчастому цоколі, від 5 до 7 ступенів якого підводили до стін храму з усіх боків. Входи в храм були через дві великі двері з південного боку і одну із західного. Храм зведено на великій природній скельній ділянці, а її нерівності вирівняно й усунено ступінчастим цоколем. Щаблини цього підмурку, складені з великого каменю, сьогодні майже повністю розбиті і розсипані. У залах із зруйнованими колонами збереглися лише уламки масивних круглих стовпів та стертих контрфорсів і бастіонів із різьбленням властивим для V століття і раніше. Вівтар зі східного боку завалився як зсередини, так і зовні, а ріг південно-східного випнутого крила було навмисно завалено брилами. Через знос нижніх трьох рядів каміння будівля тріснула у двох місцях від тиску великого каміння верхніх рядів. У такому ж стані перебуває південно-західний кут цього південного виступу — йому не тільки видалили великі тесані камені, а також зруйнували середнє заповнення стіни, спричинивши обширні западини, які повністю послабили носійну здатність стін.
У південного фасаду, який, у порівнянні з іншими сторонами, був чудовим твором мистецтва у своїй піднесеній простоті, по всій довжині побиті камені, як усередині, так і зовні, так високо, як тільки могли дістатись людські руки, а прекрасні фронтони над двома брамами піднесені на зношених колонах, що ледь стоять.

## Історія
Довгаста Єреруйкська базиліка з трьома нефами є однією з найдавніших християнських споруд Вірменії, вона збудована у VI–V століттях. 25 серпня 1995 року базиліка запропонована для включення у список Всесвітньої спадщини ЮНЕСКО.

## Галерея

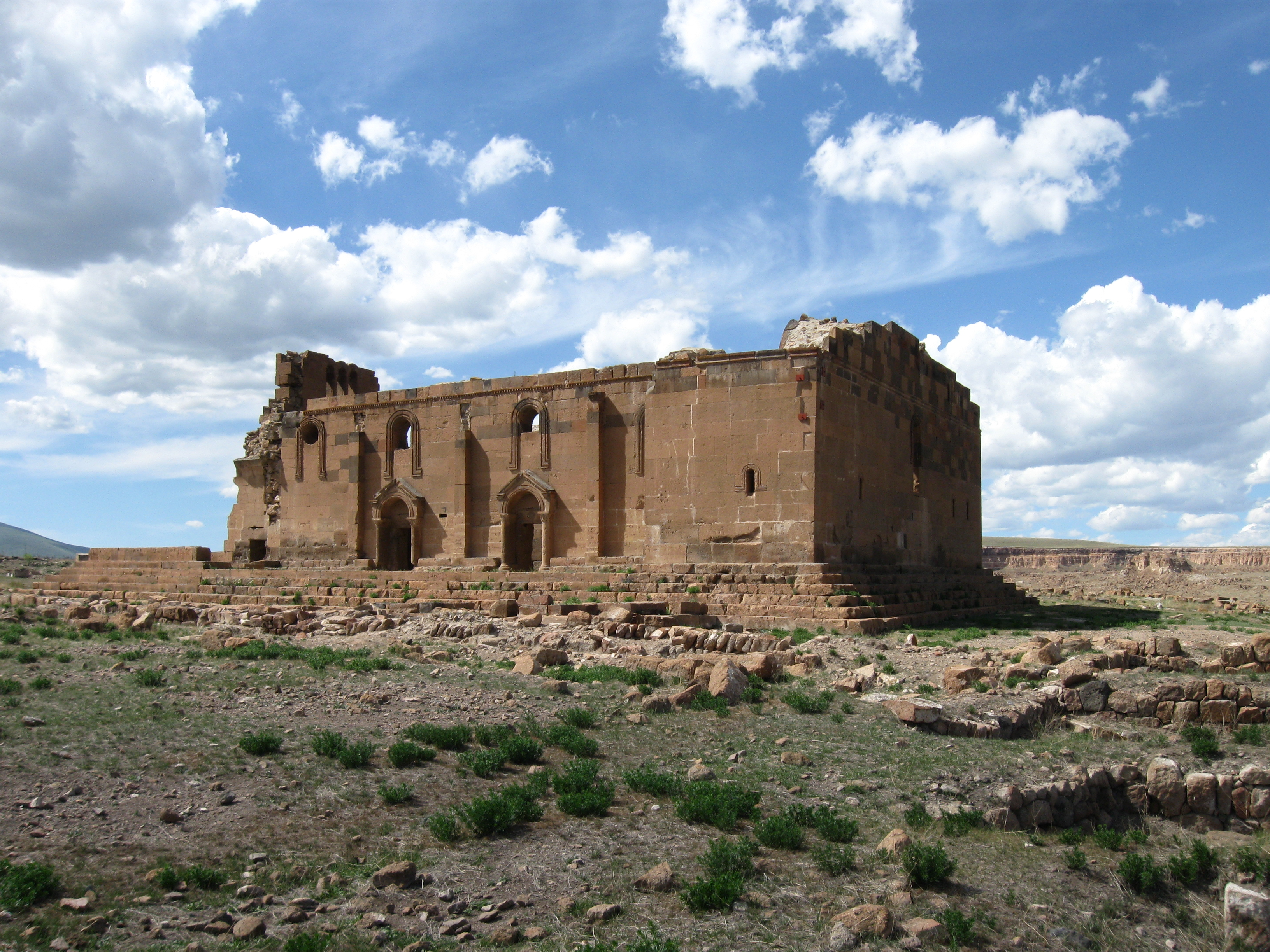
Базиліка з південного сходу
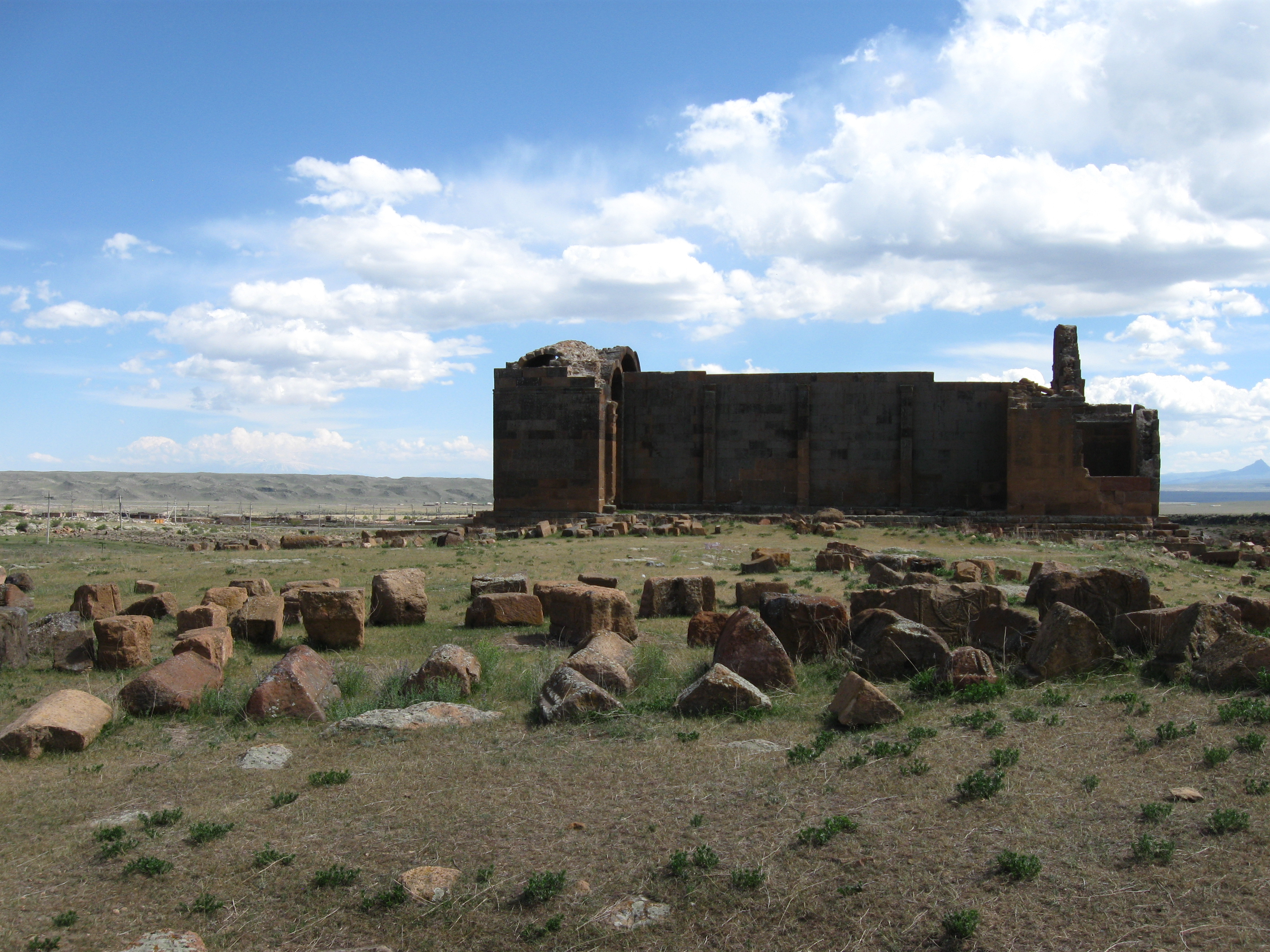
Базиліка з півночі
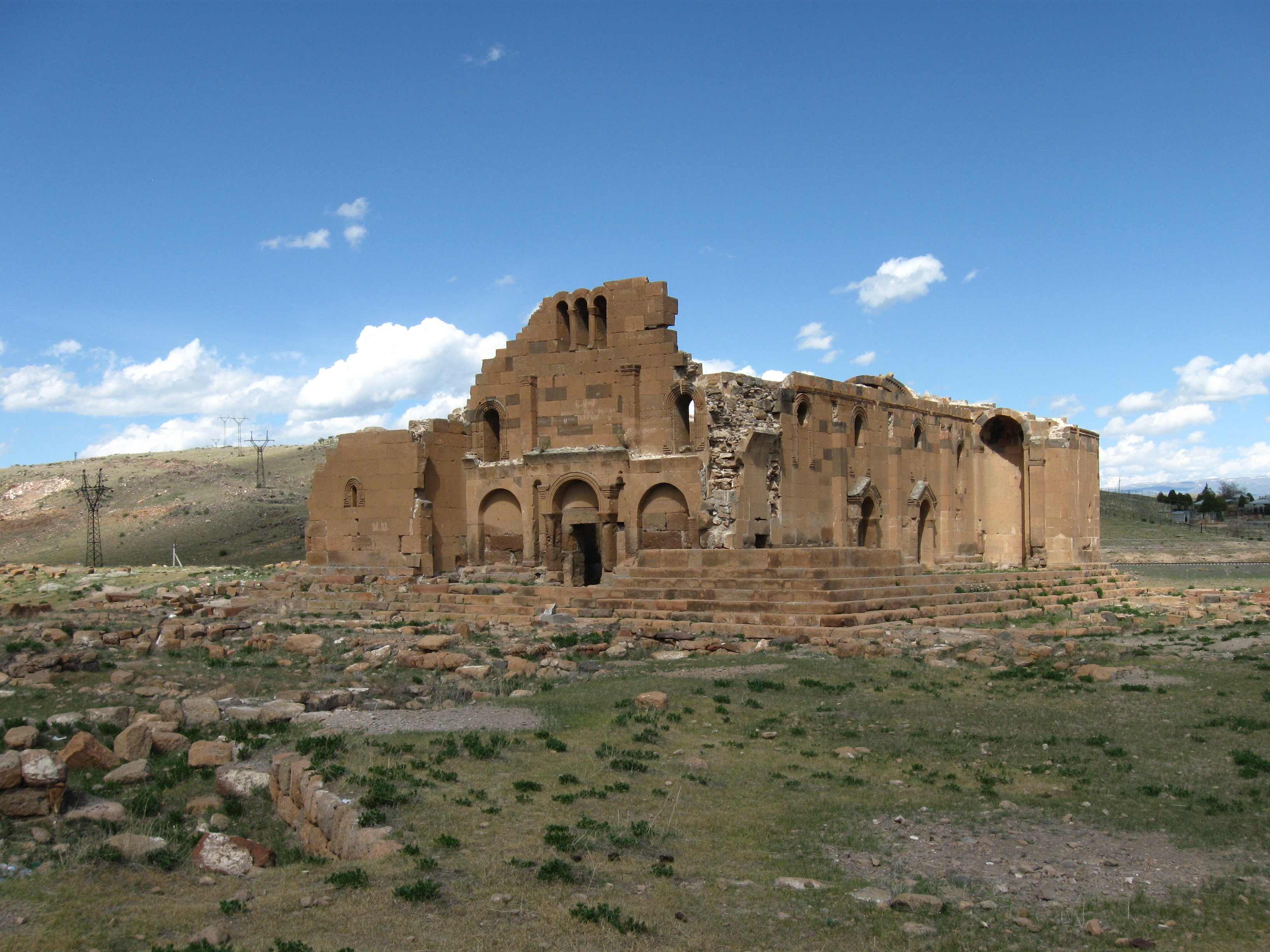
Базиліка з південного заходу
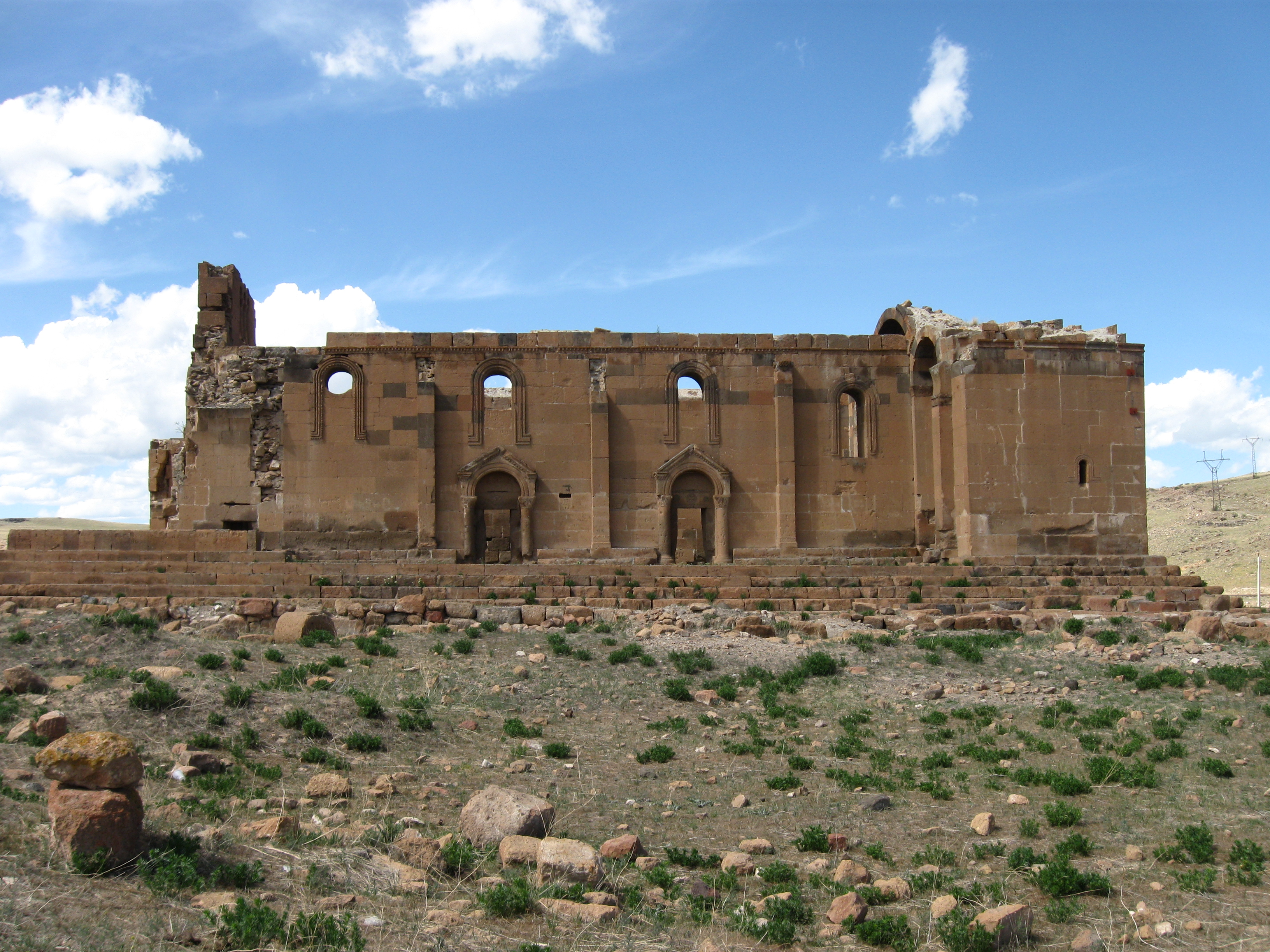
Базиліка з півдня
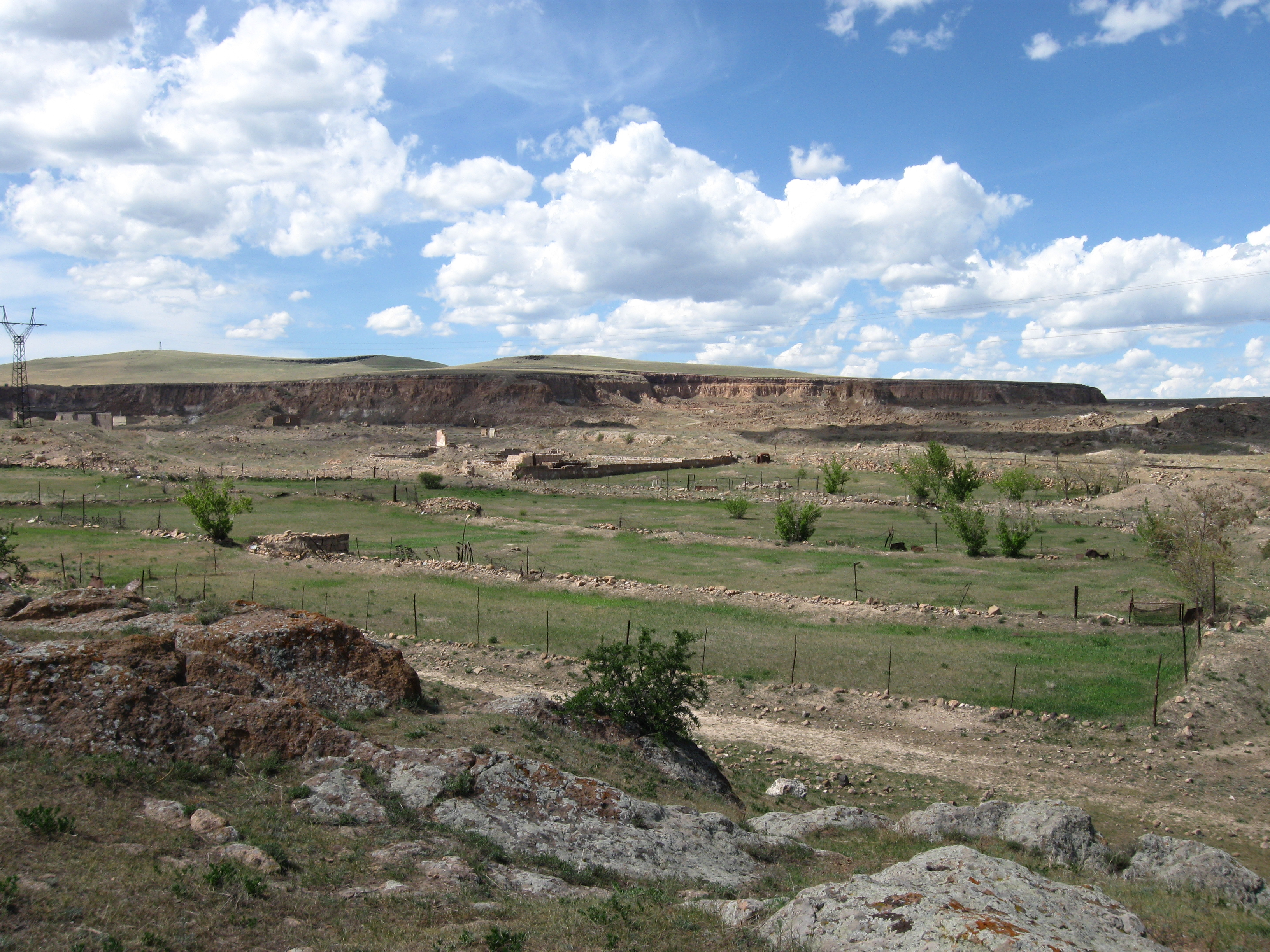
Околиці храму
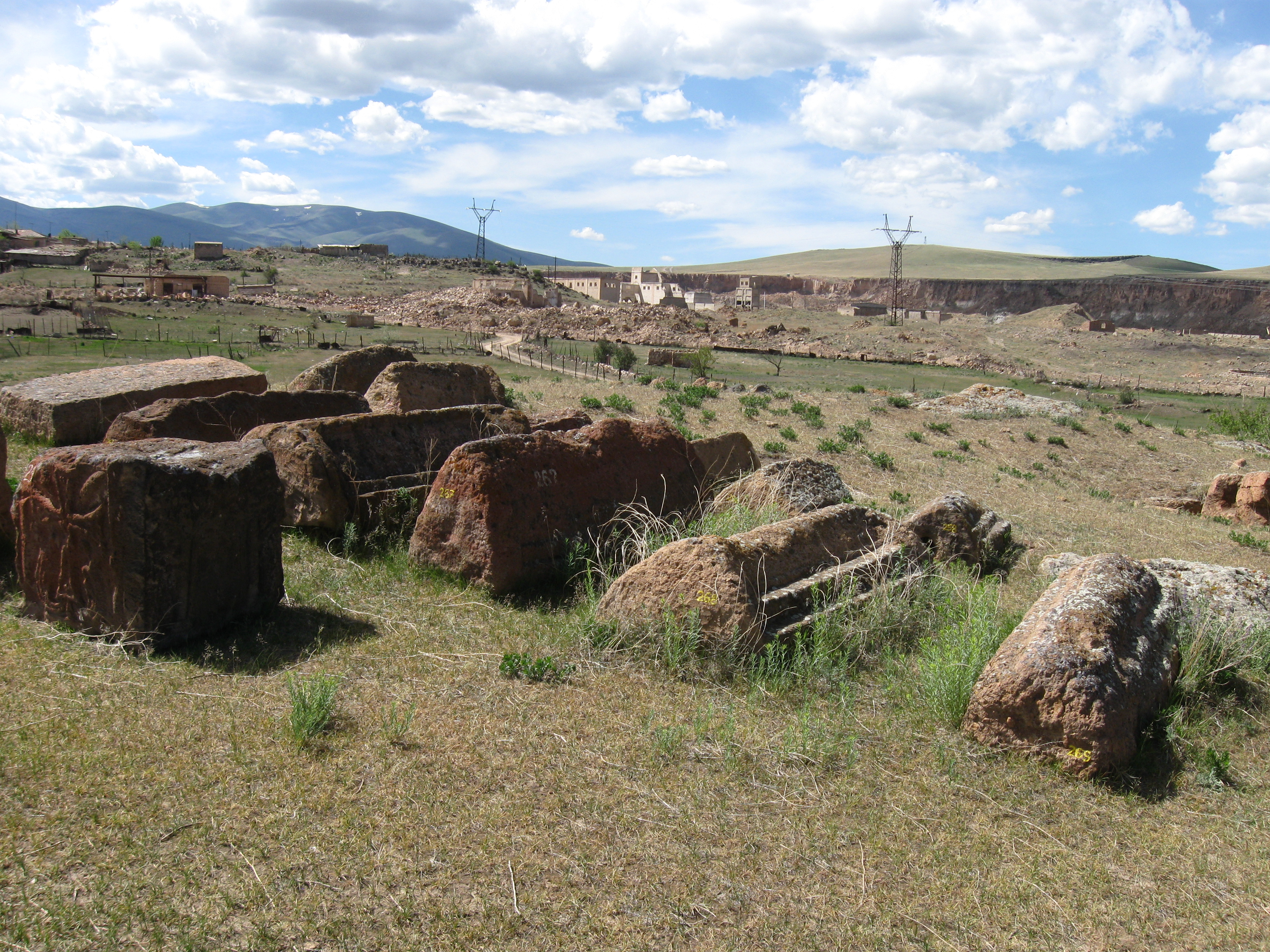
Надгробки на прихрамовій території
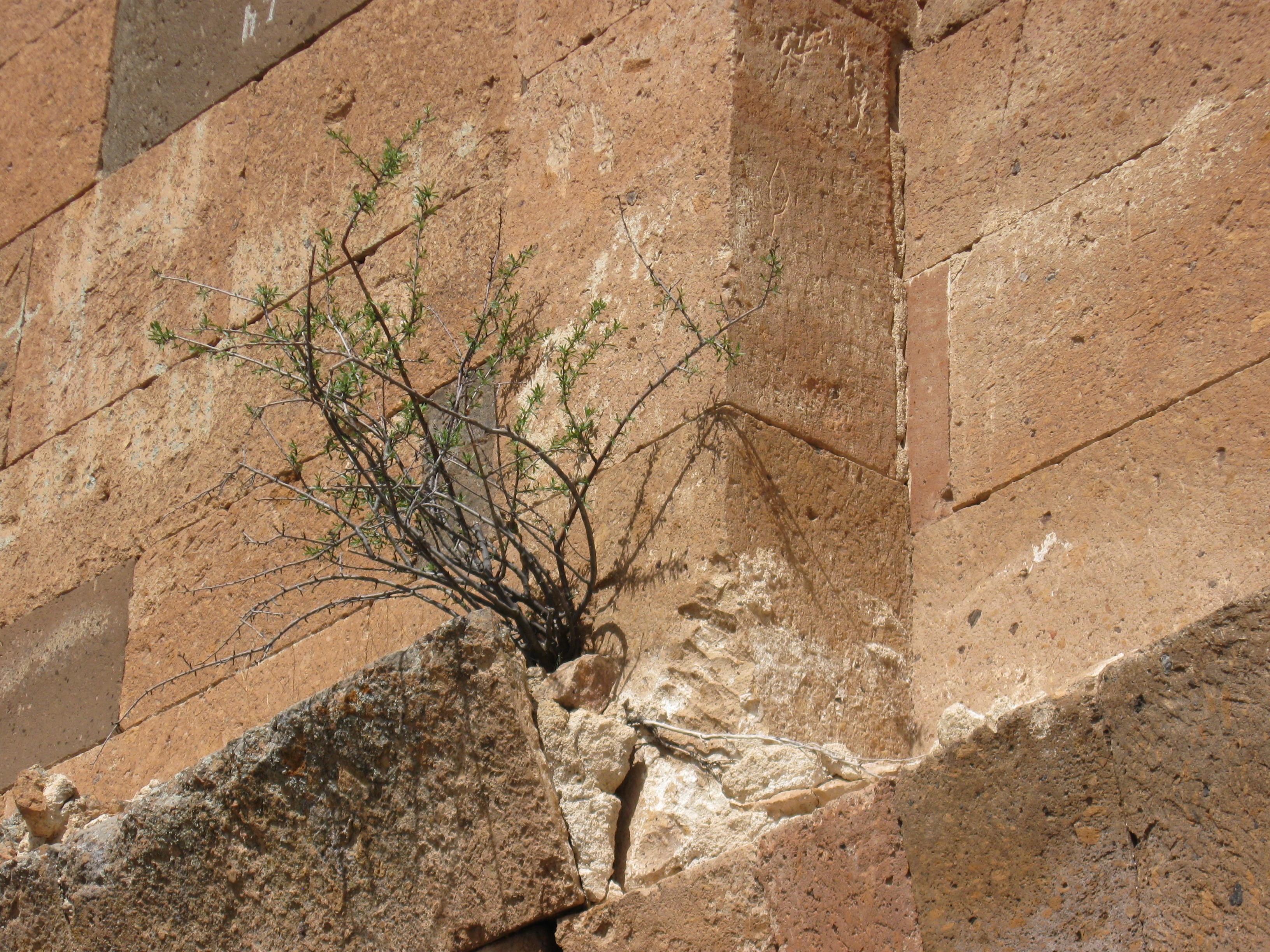
Всередині храму
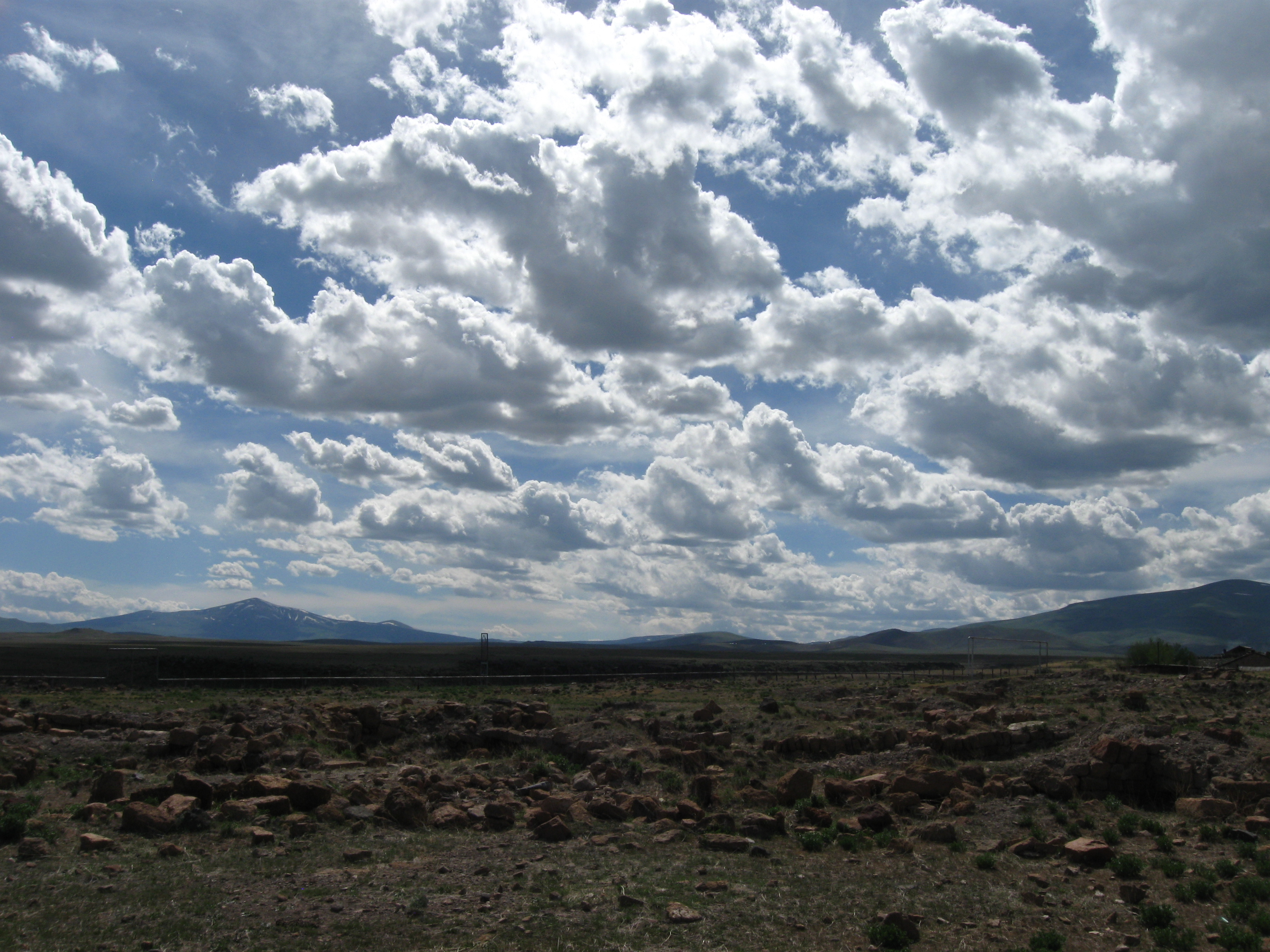
Вид ізсередини храму
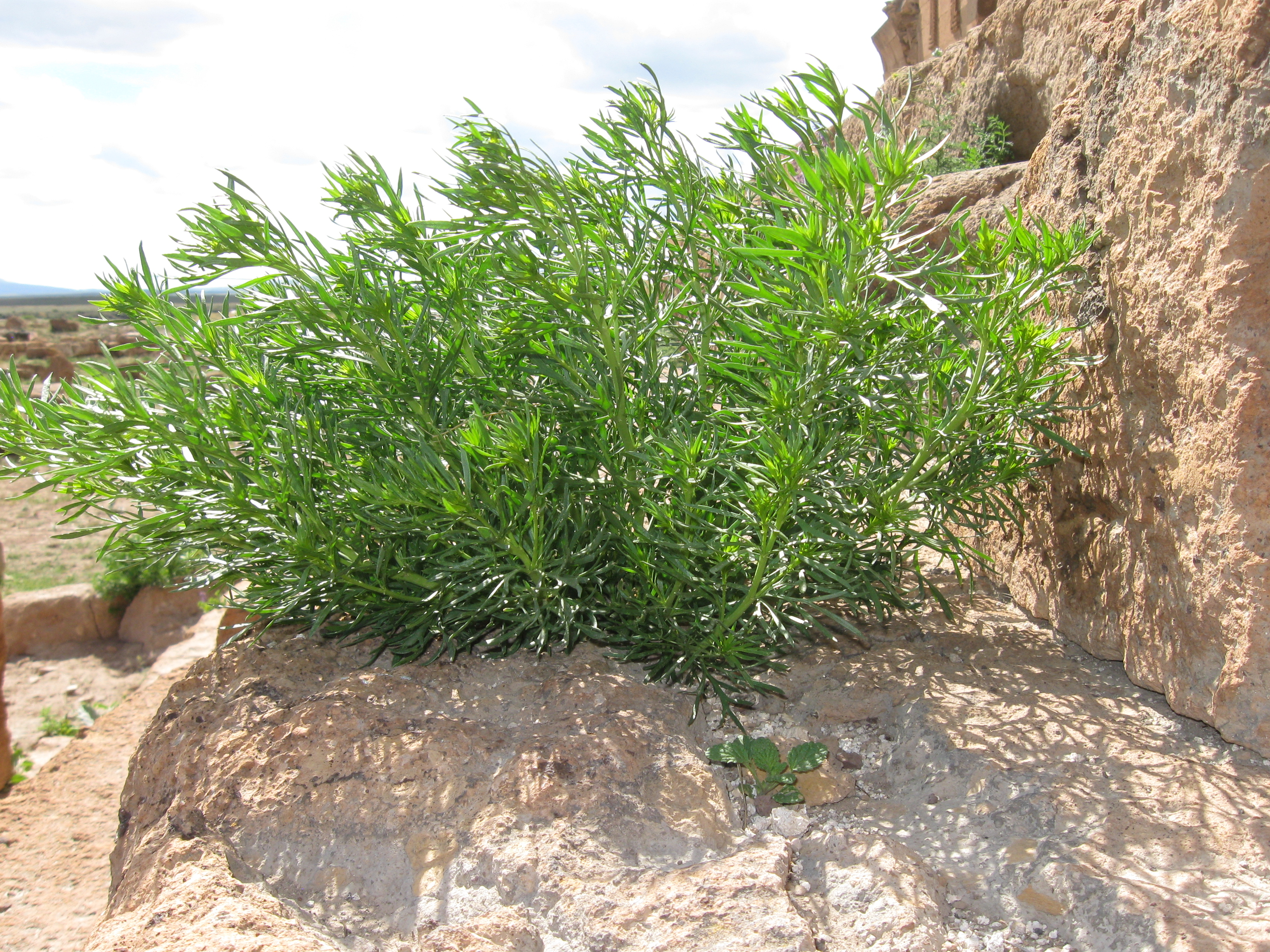
Рослинність на храмових сходах
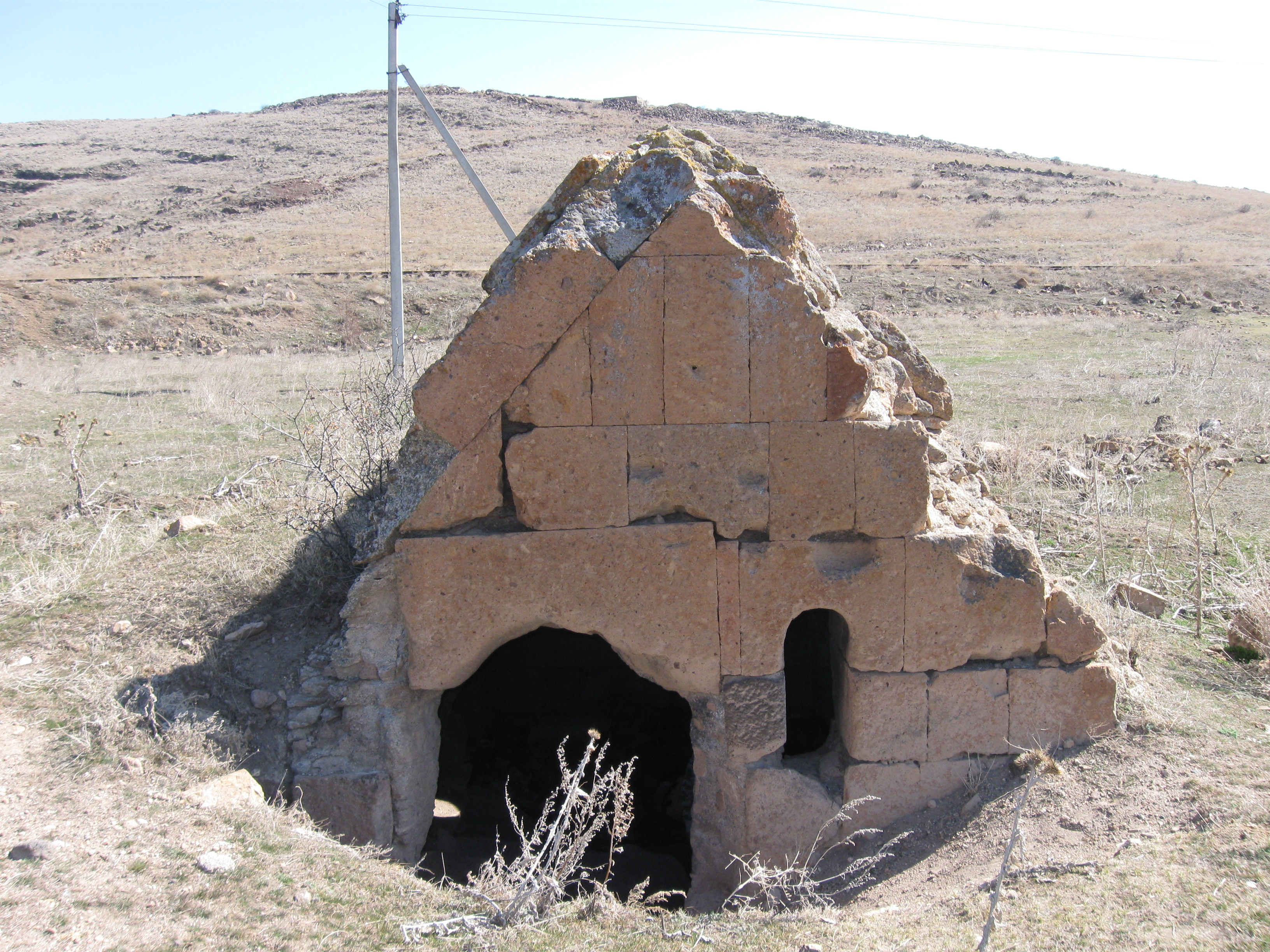
Залишки гробниці
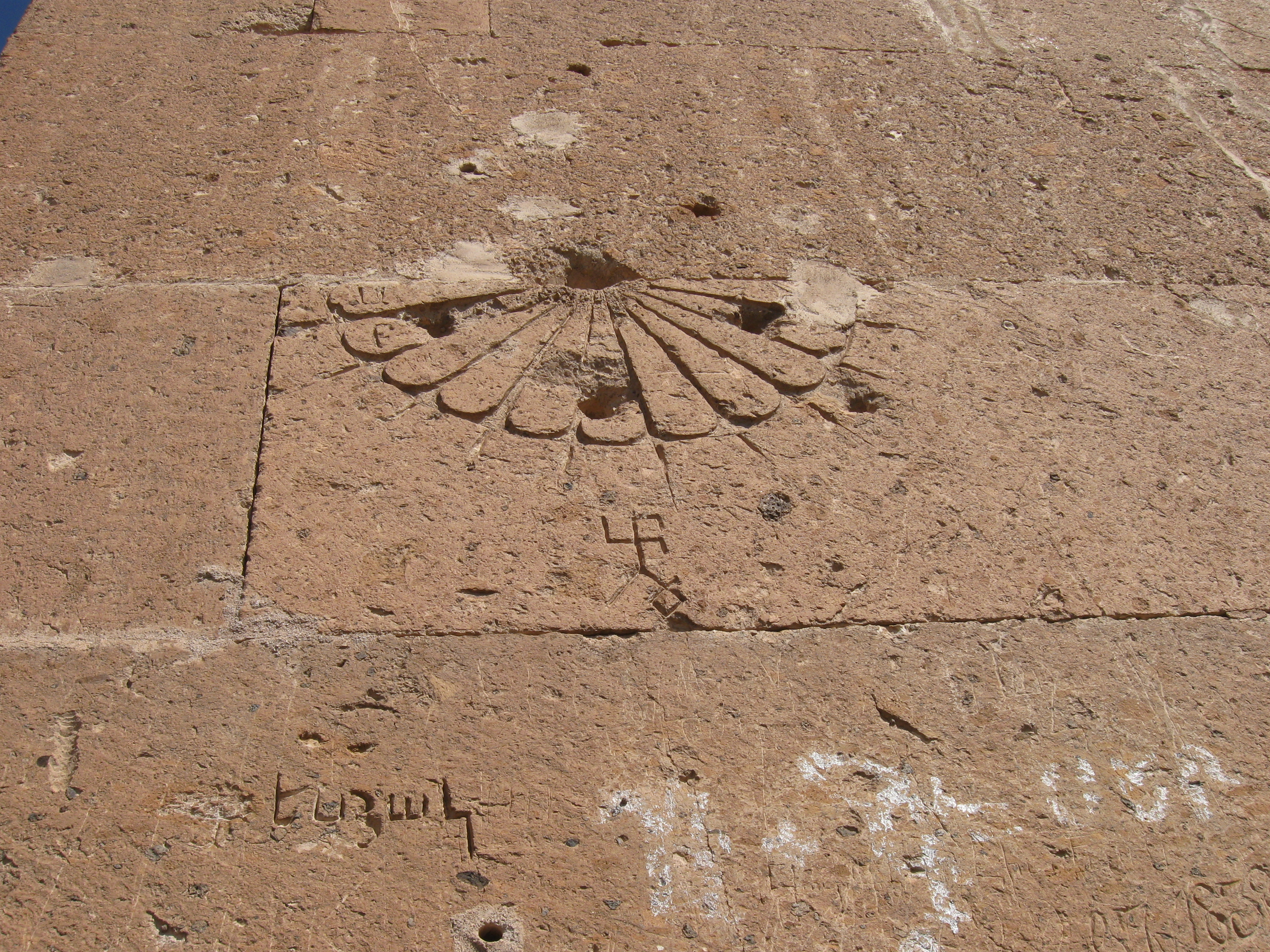
Сонячний годинник
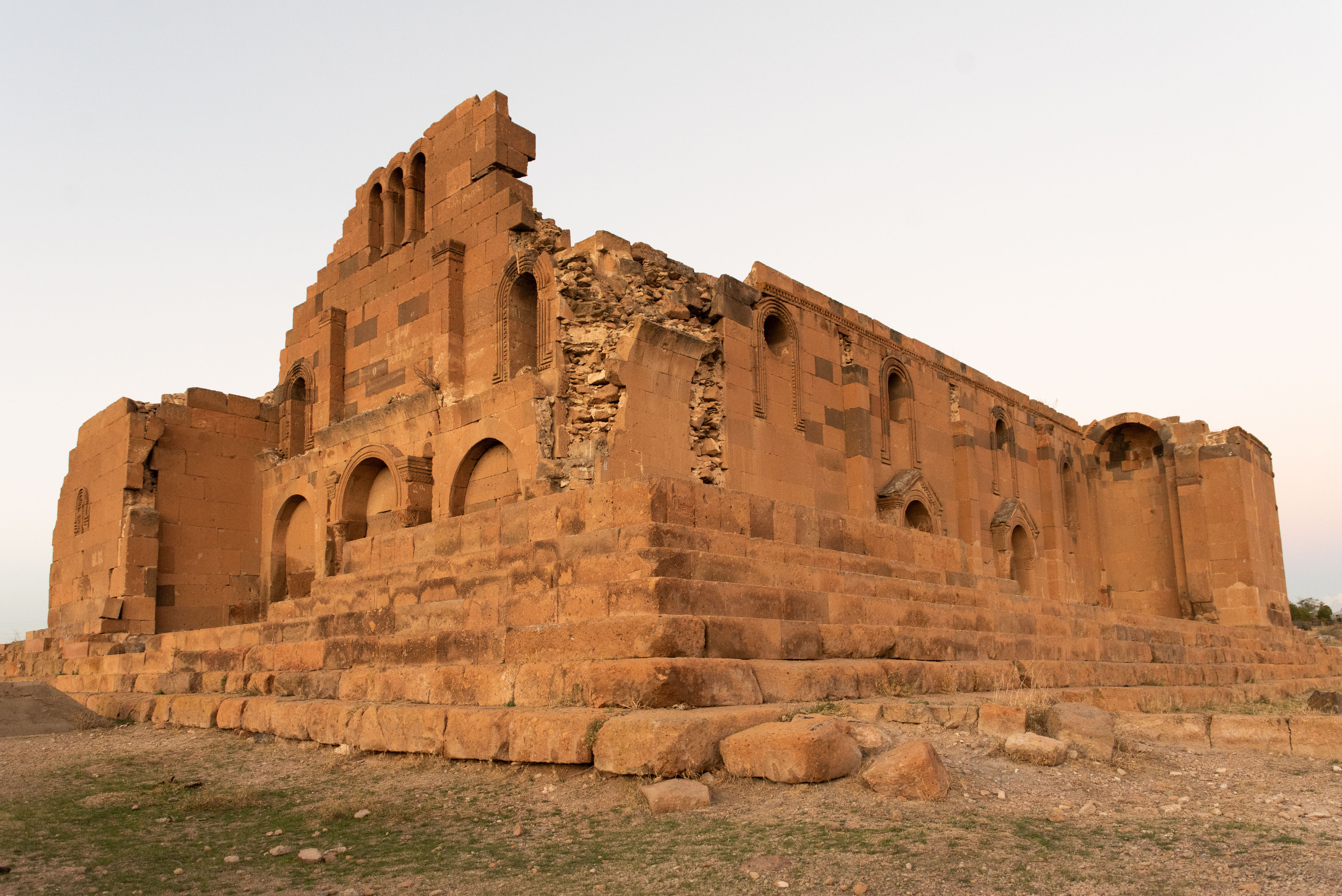
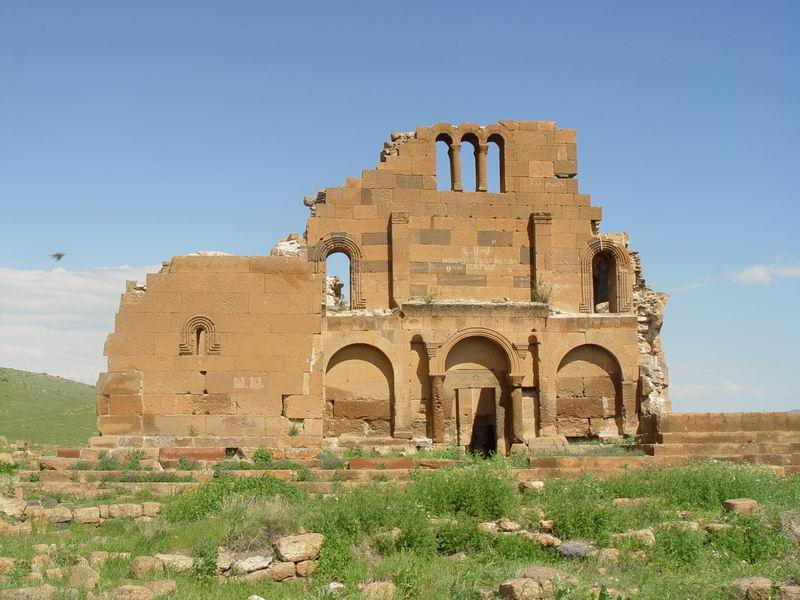
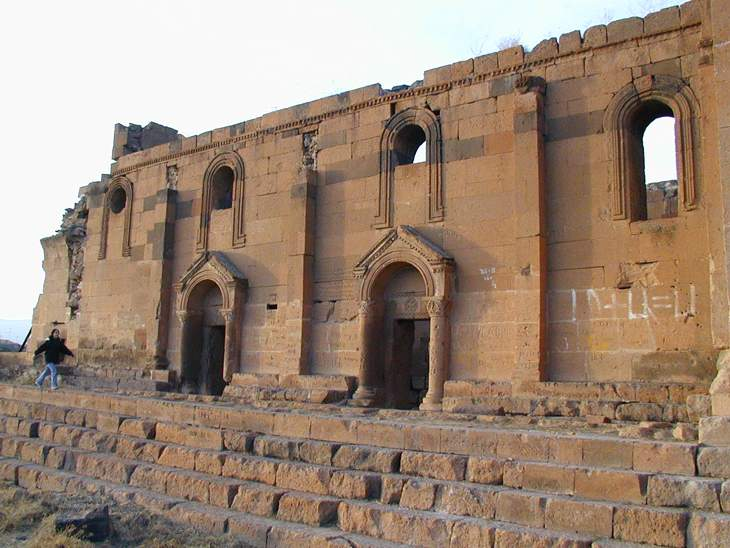